# Loggetta Veneziana
Die Loggetta Veneziana ist Teil einer Befestigung aus dem 15. Jahrhundert im historischen Zentrum von Cesena in der italienischen Region Emilia-Romagna. Sie ist Teil der Rocchetta di Piazza und liegt an der Piazza del Popolo.

## Geschichte
Die Logetta Veneziana ist ein Wehrgang, der um 1400 im Auftrag von Andrea Malatesta erbaut wurde. Fertiggestellt wurde er 1466. Heute ist dort das Naturkundemuseum von Cesena untergebracht.
Die Rocchetta di Piazza und die Loggetta Veneziana, die vom Architekten Mateo Nuti geplant wurden, wurden im militärischen Stil vom Ende des 15. Jahrhunderts errichtet. Früher waren diese Gebäude mit Zinnen versehen. Heute stehen Rocchetta und Loggetta, wie vor Jahrhunderten, an der Südseite der Piazza del Popolo. Im Laufe der Jahrhunderte waren sie verschiedenen Umbauten unterworfen, bis sie schließlich die heutige Form annahmen.
1598 wurde zu Füßen des Gebäudes ein öffentlicher Brunnen aufgestellt, der oft als Tränke genutzt wurde. Er wurde in der Folge „Fontanone“ genannt. Heute existiert der „Fontanone“ nicht mehr, da er Anfang des 20. Jahrhunderts entfernt wurde.